# 須彌福壽之廟
须弥福寿之庙，俗称班禅行宫，位于河北省承德市，是一座藏传佛教格鲁派寺院，为“外八廟”之一。1961年被列为第一批全国重点文物保护单位。

## 历史
须弥福寿之庙位于避暑山庄北面狮子沟的南坡上，普陀宗乘之庙的东面。须弥福寿之庙建于清朝乾隆四十五年（1780年），是为迎接西藏六世班禅入觐朝贺乾隆帝七旬庆典而仿照班禅居所扎什伦布寺形制兴建。考虑到热河（今承德）、北京比西藏炎热，为六世班禅避暑计，乾隆帝下旨在热河建须弥福寿之庙；在北京香山静宜园（今香山公园）建宗镜大昭之庙，作为班禅夏季驻锡地，将北京西黄寺作为班禅冬季驻锡地。须弥福寿之庙与宗镜大昭之庙有所不同，须弥福寿之庙的白台在后、红台在前，布局和西藏日喀则扎什伦布寺类似。宗镜大昭之庙的布局则是白台在前、红台在后。
六世班禅到达热河后，乾隆帝在避暑山庄为他举办了欢迎仪式，并亲到须弥福寿之庙探望六世班禅。六世班禅向乾隆帝进献礼品40件以及途中日记一册，日记中记载六世班禅在途中每到一站必祈皇帝万寿。乾隆帝将自己身披袈裟的画像赠给六世班禅，并且在须弥福寿之庙中的妙高庄严殿举办法会，请六世班禅讲经，章嘉国师翻译。
1961年，须弥福寿之庙被列为第一批全国重点文物保护单位。1994年，包括须弥福寿之庙在内的“承德避暑山庄及其周围寺庙”被联合国教科文组织评定为世界遗产。

## 建筑

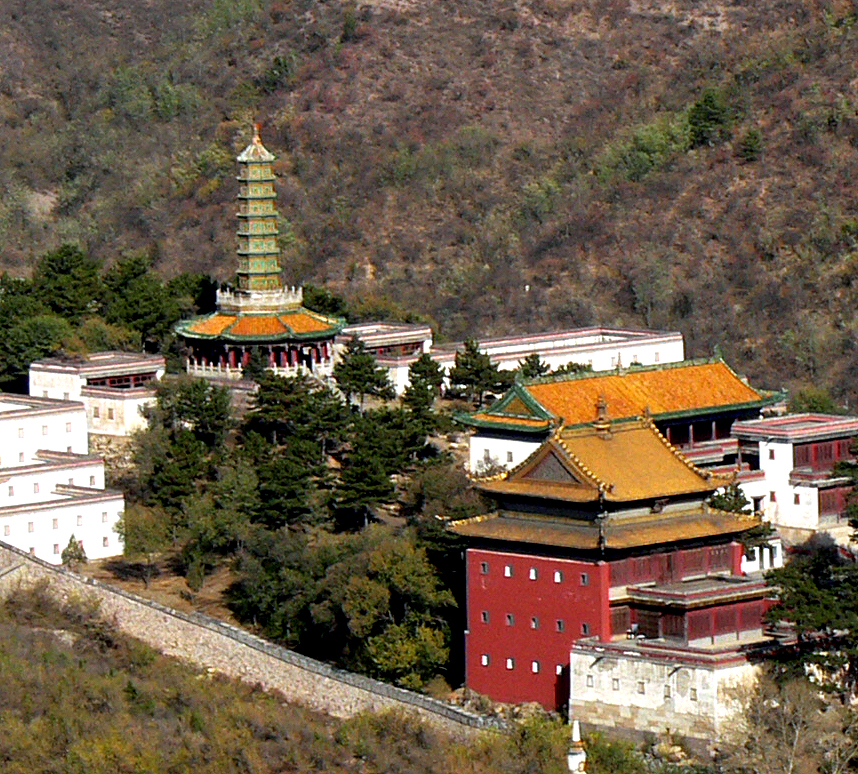
万花仲院及琉璃万寿塔。右下方是吉祥法喜殿

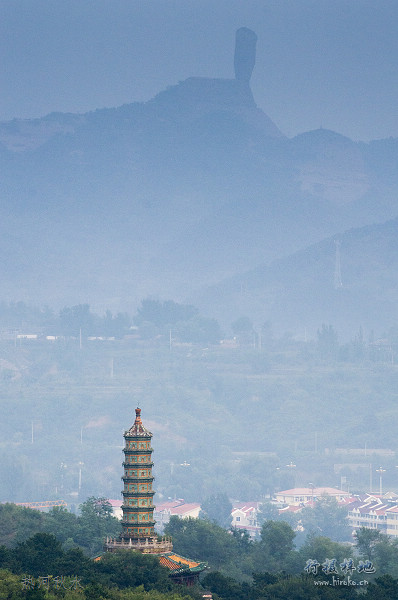
近处为琉璃万寿塔，远方云雾缥缈处有磬棰峰

须弥福寿之庙坐北朝南，占地面积3.792万平方米，以藏式建筑为主，建筑手法与平面布局明显带有汉式寺院建筑特点。须弥福寿之庙主要建筑沿中轴线左右对称分布，自南至北的主要建筑有：
- 山门：辟有3个拱门，上面建有门楼，悬挂乾隆帝御题“须弥福寿”匾额。[1]
- 碑亭：位于山门正北。碑亭四面有拱门，内有乾隆四十五年（1780年）立的《须弥福寿之庙碑》。[1]
- 琉璃牌坊：碑亭北面，登石阶上月台，为一座琉璃牌坊。[1]
- 大红台：位于琉璃牌坊北面。为须弥福寿之庙的主体建筑。顶部平坦，平铺有方砖；四角各有一座庑殿顶小殿，顶覆琉璃瓦；脊上有吻兽，北面两殿是鹿，南面两殿是孔雀。各小殿均面阔三间，进深三间，其内供奉金刚佛像。大红台的内部四周为裙楼，上下共有三层。从第一层南大门可进裙楼。裙楼是木结构建筑，内部分隔为400多间。第一层东有四大天王坐像、十八罗汉像、藏传佛教噶举派祖师那若巴、回洛巴等说法像。第二层东南角有八角形三层转塔，塔上雕有龙凤呈祥图案。第三层东有7座金漆雕刻的坛城，每座坛城中央与四门各有佛像一尊。[1]
  - 妙高庄严殿：位于大红台裙楼围合而成的天井中心。高三层，面阔七间，是六世班禅讲经之所。三层上下贯通，重檐攒尖顶，覆铜制鎏金鱼鳞瓦，四条屋脊各饰一上一下铜质鎏金行龙两条，共八条龙，每条重约1吨。据说殿顶共用赤金1.15万多两。第一层殿内正中供奉藏传佛教格鲁派祖师宗喀巴塑像，稍北供奉释迦牟尼像，东侧是六世班禅讲经时用的宝座。第二层供奉释迦牟尼和阿难、迦叶，以及十八罗汉像。第三层是乾隆帝祈求长寿的转塔。[1]
- 万花仲院：位于妙高庄严殿后面，由金贺堂与万法宗源殿组成，是一个藏式院落。院落平面呈凸字形，外观是白台。[1]
  - 万法宗源殿：位于庭院北面，面阔九间，进深三间，黄琉璃瓦绿剪边歇山顶。[1]
  - 金贺堂：位于万法宗源殿南面的石砌高台上，面宽、进深各三间。[1]
- 琉璃万寿塔：位于中轴线最北端，须弥福寿之庙的最高点。塔下为方形基坛的须弥座台基。塔身八角形。底部周围有木廊，廊顶上覆盖黄琉璃瓦。廊内为八角形塔心柱，柱外立有石壁，用石拱和塔心柱相连。石壁四面开拱门，门上和门侧都雕有佛像。塔廊之上有石制八角形平座，平座周围有石栏杆，下挂滴珠板，正中须弥座上是七层的塔身。塔身为实心，腰檐做成单檐，檐下为仿木制砖石斗拱，用绿琉璃砖砌成各层塔面，塔面每层各辟八个佛龛（每面一个），佛龛内有无量寿佛像。塔顶为八角攒尖琉璃宝顶。[1][2]
- 吉祥法喜殿：位于大红台的西北方向。是六世班禅的居所。

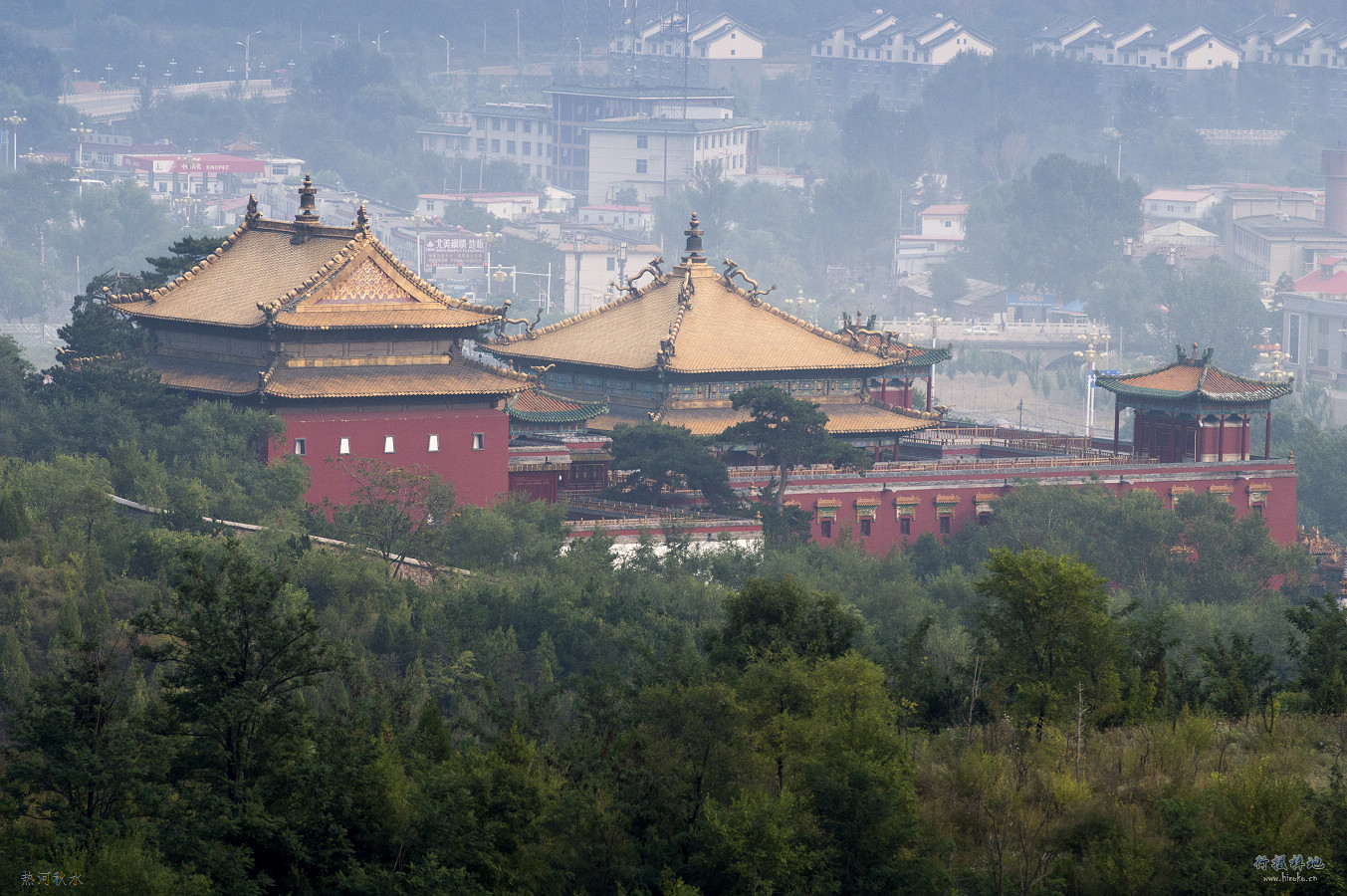
大红台中央为万法宗源殿，图左为吉祥法喜殿
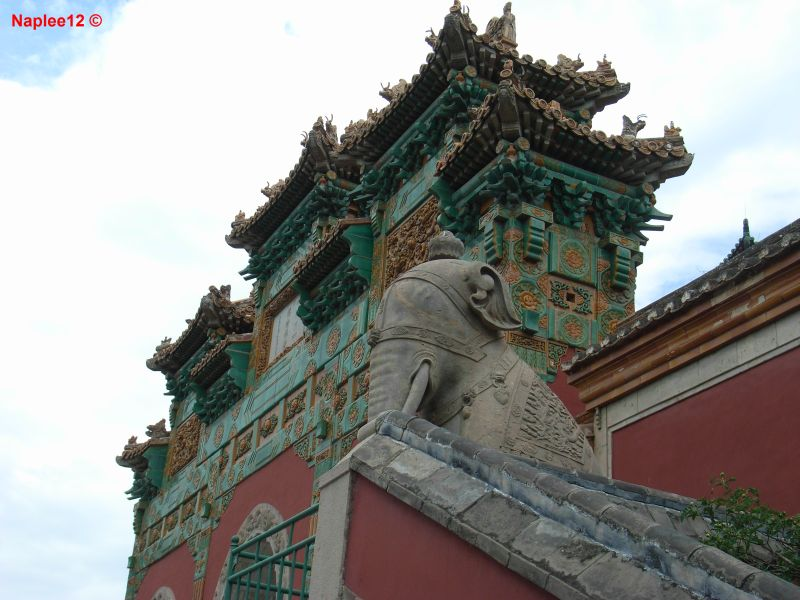
琉璃牌坊
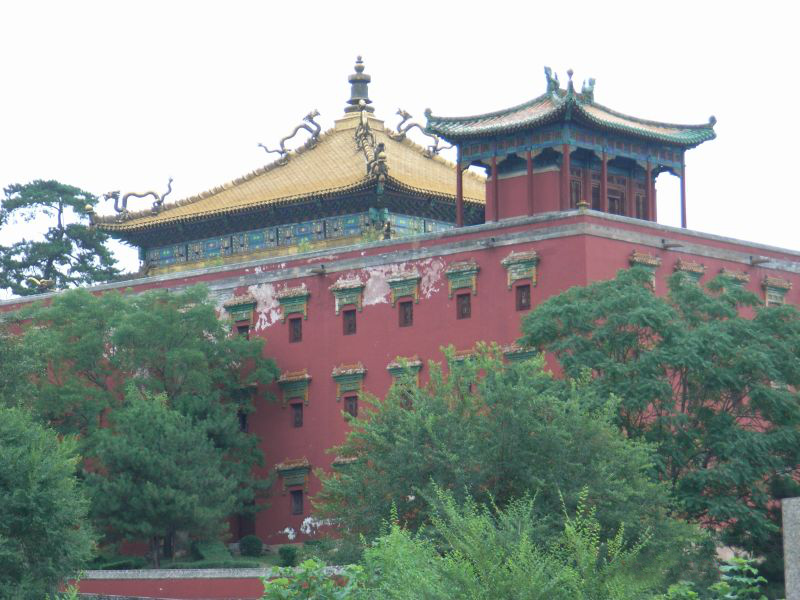
大红台
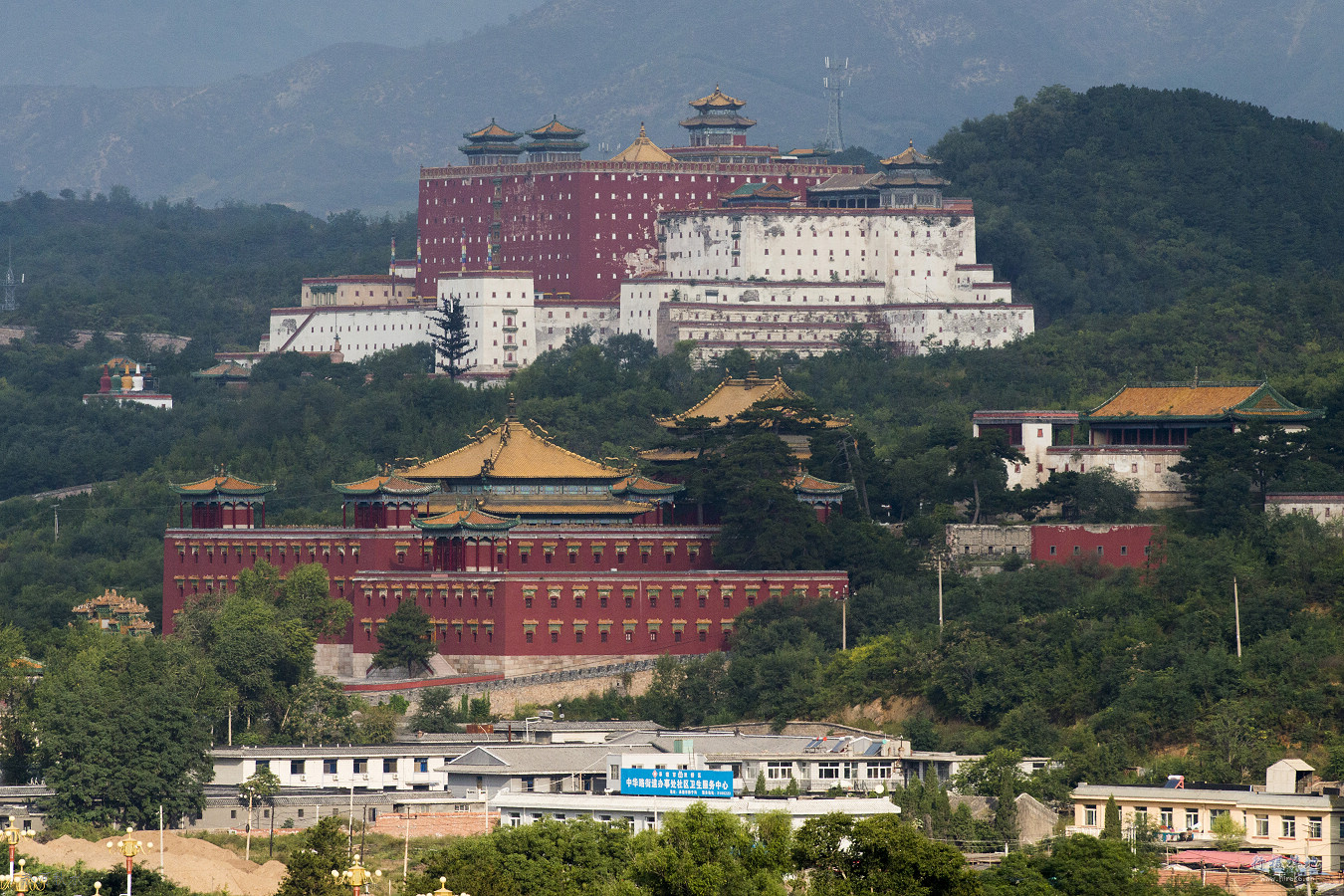
从安远庙前北眺近处的须弥福寿之庙、远处的普陀宗乘之庙